# Brzezie (Wodzisław)
Brzezie – od 2021 część Wodzisławia w województwie świętokrzyskim.
Miejscowość związana z rodem Lankorońskich tytułujących się "z Brzezia" (na pamiątkę rodowego majątku we wsi Brzezie w okolicach Wieliczki), a także związana z działalnością braci polskich. Józef Szymański w pracy „Szlakiem Braci Polskich” wspomina o Janie Lanckorońskim, zwolenniku arianizmu, który budując w Brzeziu dwór w drugiej połowie XVI w. zaopatrzył go w wysoką kaplicę, o wyraźnie konspiracyjnym charakterze. Jest to typ zboru prywatnego.

## Zabytki
Zespół pałacowy Brzezie, wpisany do rejestru zabytków nieruchomych (nr rej.: A.172/1-4 z 6.09.1971 i z 7.07.1977):
- pałac z końca XVIII w. na planie czworoboku, przebudowany w połowie XIX w. i I połowie XX w.[7],
- dwór z XVI w. na planie prostokąta, przebudowany w połowie XIX w. W piwnicach zachowały się trzy gotyckie ostrołukowe portale.
- Rządcówka (budynek gospodarczy) z 1850 r., obecnie w ruinie.
- park z XVI w., przebudowany w połowie XIX w. i I połowie XX w.